# Högldorf
Högldorf ist ein Gemeindeteil der Stadt Rottenburg an der Laaber im niederbayerischen Landkreis Landshut. Bis 1972 bildete der Ort eine selbstständige Gemeinde.

## Lage
Das Kirchdorf Högldorf liegt in der Hallertau an der Großen Laber etwa vier Kilometer nördlich von Rottenburg an der Laaber. Das Dorf liegt mittig zwischen den Städten Regensburg und Landshut.

## Geschichte
Högldorf war von 1244 bis 1574 eine eigene Pfarrei und von 1574 bis 1803 als Vikariat dem Kloster Rohr eingegliedert. Seit 1805 gehört Högldorf kirchlich zur Pfarrei Laaberberg.
Der Ort bildete einst zusammen mit Lohkirchen ein Doppeldorf. Högldorf bestand 1752 aus zwanzig Anwesen und bildete eine Obmannschaft. Die Gemeinde Högldorf ging auf der Grundlage dieser Obmannschaft aus dem Steuerdistrikt Pattendorf hervor. Sie umfasste die Orte Högldorf, Geratsberg, Schierlkofen, Schirmbach und Untervorholzen und gehörte zunächst zum Landgericht Pfaffenberg und nach der Errichtung des Landgerichtes Rottenburg 1838 zum Landgericht, Bezirksamt und schließlich Landkreis Rottenburg an der Laaber. Im Zuge der Gebietsreform in Bayern schloss sie sich zum  1. Juli 1972 freiwillig der Stadt Rottenburg an der Laaber an.

## Sehenswürdigkeiten
- Filialkirche St. Martin. Die spätgotische Anlage aus dem Jahr 1489 wurde um 1720 barockisiert.

## Vereine
- Freiwillige Feuerwehr Högldorf